# Богомолов Костянтин Юрійович
Костянтин Юрійович Богомолов (нар. 23 липня 1975 року, Москва) — російський театральний режисер і поет. Художній керівник Театру на Малій Бронній.
Син кінокритика Юрія Богомолова.

## Біографія
Костянтин Богомолов народився 23 липня 1975 року в Москві в родині кінокритиків Юрія Олександровича Богомолова і Ольги Георгіївни Ульянової.
Учасник літературної майстерні Ольги Татаринової «Кипарисова скринька».
У 1990 році вірші Богомолова друкуються в літературному журналі «Ми» і поетичній збірці «Сімнадцяте Відлуння», у 1995 — в альманасі «Вавилон». У 2019 році з книгою «Так казав Богомолов» (АСТ) автор увійшов у шорт-лист Премії Андрія Білого в номінації «поезія».
У 1992 році закінчив Гімназію № 1520 імені Капцових (колишня школа № 31). У 1997 році закінчив відділення російської філології філологічного факультету МДУ ім. М. В. Ломоносова, тема диплома: «Мотиви чарівної казки в „Капітанській дочці“». Провчившись рік в аспірантурі (вивчав російське масонство XVIII століття), Богомолов йде на курс Андрія Гончарова в РАТІ — ГИТИС, звідки випускається в 2003 році.
2007 рік — Костянтин Богомолов став лауреатом театральної премії «Чайка» за виставу «Багато шуму з нічого» в номінації «Зроби крок» за нетрадиційне прочитання класичного твору.
2011 рік став переможцем глядацької премії «ЖЖивой театр» у номінації «Режисер року: Нова хвиля» за вистави «WONDERLAND-80» і «ТурандотТ».
2012 рік — Богомолову вручена Премія Олега Табакова за «оригінальне прочитання вітчизняної класики».
2013 рік — отримав Премію імені Олега Янковського «Творче відкриття».
Костянтин Богомолов був номінований на премію «Золота маска» в 2010 році за виставу «Старший син», у 2011 році — за виставу «WONDERLAND-80» і в 2013 році за вистави «Лір» і «Рік, коли я не народився».
У 2014 році «Ідеальний чоловік. Комедія» був представлений у номінаціях «Кращий спектакль у драмі, велика форма», «Краща робота» і «Найкраща чоловіча роль» (Ігор Міркурбанов), проте був відзначений тільки «Призом критики».
До листопада 2013 року обіймав посаду помічника художнього керівника МХТ імені А. П. Чехова.
У 2014 році став штатним режисером московського театру «Ленком».
Є педагогом Московської школи нового кіно і керівником Акторської школи # 24, створеної на базі МШНК.
Співавтор та ведучий московської театральної премії «Цвях сезону».
Учасник російського протестного руху 2010-х років. Спостерігач мобільної групи на виборах мера Москви 2013 року.
У 2016 році отримав премію журналу ОК! у номінації «Театр 21 століття».
В кінці травня 2019 року було повідомлено, що Костянтин Богомолов буде призначений художнім керівником Московського драматичного театру на Малій Бронній. 25 червня 2019 року режисер вступив на цю посаду.

### Участь у політиці
У 2018 році був довіреною особою кандидата в мери Москви Сергія Собяніна.

У червні 2019 року в інтерв'ю Ксенії Собчак піддав критиці російських опозиціонерів:
«Я ненавиджу ці розмови на кухні. У мене ці розмови викликають огиду, — поскаржився Богомолов. — Ці всі розмови російської інтелігенції про добро і зло, перетікають з кухонь на Facebook, — це особливо прекрасний майданчик для боязких людей, які прибігають (покричать), а в вічі не дивляться».
У серпні 2019 року у дебатах з Сергієм Пархоменко висловився про протести в Москві:
«Заклик до непокори, заклик до того, що „так більше терпіти не можна, гиря до підлоги дійшла, давайте вийдемо, давайте згуртуємося, вони не мають права, вони не пройдуть!“ і так далі. Але якщо ви революціонери, ну дійте. Ну, якщо це фашистський режим — створюйте підпільні осередки, займайтеся партизанщиною. Ну що ви виходите на узгоджені мітинги тоді, на Сахарова-таки виходьте?».

## Особисте життя
- Перша дружина — Дарія Мороз (нар. 1983), актриса. Пара розлучилася в 2018 році.
  - Дочка — Ганна Костянтинівна Богомолова (нар. 6 вересня 2010)[11], вчиться в німецькій школі при Посольстві Німеччини в Росії, розташованому в Москві, а також — у дитячій музичній школі, займається тенісом[12]

- Друга дружина (з 13 вересня 2019 року) — Ксенія Собчак (нар. 1981)[13]. З 2018 року пара перебувала в близьких відносинах. 21 січня 2019 року сталася бійка між колишнім чоловіком Собчак, актором Максимом Віторганом, і Костянтином Богомоловим[14].

- Старша сестра — Ольга Юріївна Богомолова (нар. 13 лютого 1971) — критик, сценарист, редактор, кандидат мистецтвознавства.[15]

## Режисерські роботи

### Московський драматичний театр імені М.В.Гоголя
- 2003 — «Що той солдат, що цей» за Б. Брехтом
- 2005 — «Кухар, злодій, його дружина, близнюки і зелений коханець» за К. Гоцці
- 2007 — «Театральний роман, або Записки небіжчика» за М. О. Булгаковим

### Московський Художній театр імені А.П.Чехова
- 2012 — «Подія»[16] за Володимиром Набоковим
- 2013 — «Ідеальний чоловік. Комедія» за мотивами творів Оскара Уайльда[17]
- 2013 — «Карамазови» за романом Ф. М. Достоєвського
- 2015 — «Ювілей ювеліра»[18] за однойменною п'єсою Ніколи Маколіфф
- 2015 — «Мушкетери. Сага. Частина перша» за мотивами роману Олександра Дюма
- 2016 — «350 Сентрал парк Вест, New York, NY 10025», за фільмом Вуді Аллена[19]
- 2017 — «Дракон» за однойменним твором Євгена Шварца
- 2017 — «Чоловіки і дружини» за фільмом Вуді Аллена
- 2018 — «Три сестри» за п'єсою А. П. Чехова

### Робота в кіно
- 2017 — «Настя»[20].
- 2018 — «Рік, коли я не народився»[21]
- 2019 — «Утриманки»
- 2020 — «Хороша людина»
- 2020 — «Вторгнення»